# Langerhuse
Langerhuse er en meget lille landsby, der ligger blot få meter fra klitterne, ud til Vesterhavet i Nordvestjylland, nordvest for Harboøre. Langerhuse ligger 4 km fra nærmeste beboelse og forretninger.
Langerhuses historie går tilbage til et tidspunkt omkring år 1790. I begyndelsen var det blot en lille landsby, hvor fiskere og deres familier holdt til. Men omkring 1880 begyndte de fleste af Langerhuses indbyggere at flytte helt ned til Ringkøbing Fjord og slog sig ned der, fordi det var for risikabelt at fiske ude i det voldsomme Vesterhav. I dag bor der stort set ikke flere fiskere i Langerhuse, og der er kun omkring 30-50 fastbyggere.